# Tolita
Tolita är en småort i Stora Kils distrikt (Stora Kils socken) i Kils kommun. 
I Tolita fanns en gång en ICA-butik vid namn "Tolita Lanthandel", från början ägd av Värmlandsprofilen Nils Åkerberg, men den är numera nedlagd.